# John Taylor (coureur)

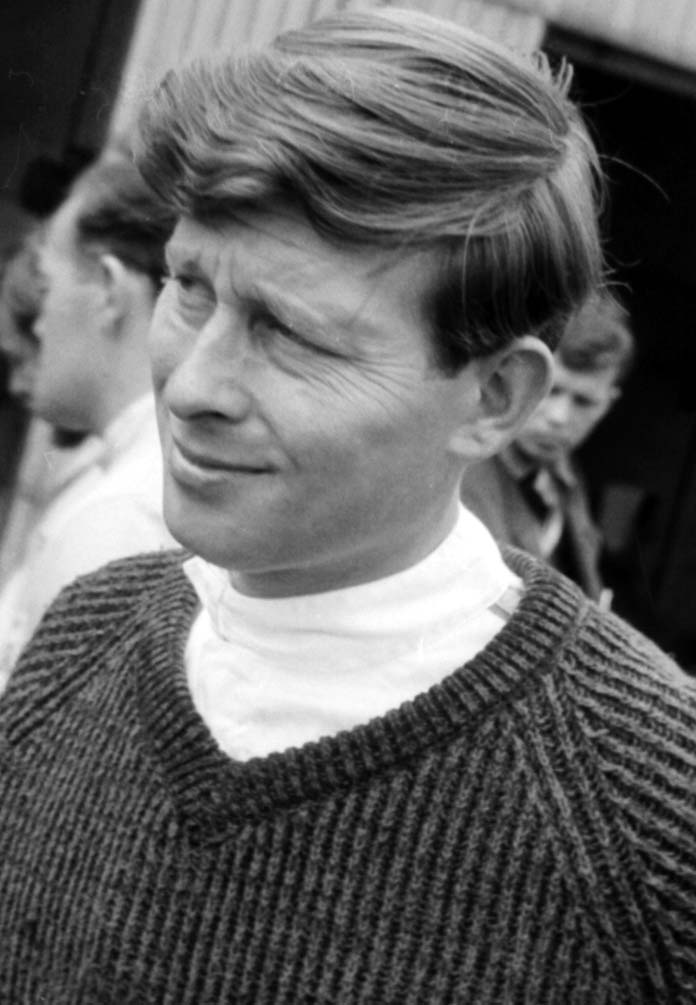
Taylor in 1966

John Taylor (Leicester, 23 maart 1933 - Koblenz, Duitsland, 8 september 1966) was een autocoureur uit Engeland. Hij nam tussen 1964 en 1966 deel aan 5 Grands Prix voor de teams Bob Gerard Racing, Cooper en Brabham en scoorde hierin 1 WK-punt. Hij overleed na een ongeluk tijdens de Grand Prix van Duitsland in 1966 waar zijn Brabham tegen de Matra van Jacky Ickx reed in de eerste ronde. Hij had ernstige brandwonden toen hij de wagen uit werd gehaald, en overleed vier weken later aan zijn verwondingen.